# Timothy Olyphant
Pour les articles homonymes, voir Olyphant.
Timothy Olyphant, né le 20 mai 1968 à Honolulu (Hawaï), est un acteur américain.
Révélé au cinéma, à la fin des années 1990 et jouant les seconds rôles dans plusieurs films comme Scream 2 (1997), 60 secondes chrono (2000) ou The Girl Next Door (2004), il gagne en reconnaissance grâce au rôle du shérif Seth Bullock dans le western télévisuel plébiscité Deadwood (2004-2006), rôle qu'il reprend en 2019 pour un téléfilm de conclusion. Ce rôle lui permet par la suite d'incarner de nombreux personnages de représentants de la loi liés de près ou de loin au genre du western.
Essuyant plusieurs échecs au cinéma avec les rôles de Thomas Gabriel, l'antagoniste opposé à Bruce Willis, dans Die Hard 4 : Retour en enfer (2007), ou encore celui de l'agent 47 dans Hitman (2007), il rebondit à la télévision grâce au rôle de Wes Krulik dans Damages (2009-2010), avant de retrouver un nouveau personnage populaire, celui de l'US marshal Raylan Givens dans la série policière saluée Justified (2010-2015).
Le succès de la série lui permet d'enchainer les rôles : il joue Danny Cordray dans The Office (2010), prête sa voix à l'Esprit de l'Ouest dans Rango (2011), interpréte un agent de la CIA dans Snowden (2016), partage l'affiche de la série Santa Clarita Diet (2017-2019) avec Drew Barrymore, incarne James Stacy dans Once Upon a Time in Hollywood (2019) et tient le rôle du chasseur de primes Willard dans le film d'animation Missing Link (2019). Il tient également le rôle de Cobb Vanth dit « Le Marshal » dans The Mandalorian (2020) et Le Livre de Boba Fett (2022), ainsi que celui de l'US marshal Dick « Deafy » Wickware dans la quatrième saison de Fargo (2020).
En 2023, il joue dans les distributions d'ensemble des mini-séries Daisy Jones and The Six et  Full Circle, avant de reprendre son rôle de l'US marshal Raylan Givens dans la mini-série Justified: City Primeval.

## Biographie

### Jeunesse
Timothy Olyphant est né le 20 mai 1968 à Honolulu, Hawaï. Il a deux frères, Matt et Andy Olyphant.

### Vie privée
Il est marié à Alexis Knief depuis 1991. Ensemble, ils ont trois enfants, Grace Olyphant, née en 1999, Henry Olyphant en 2001 et Vivian Olyphant en 2003[réf. nécessaire].

### Carrière

#### Débuts, seconds rôles et révélation (années 1990-2009)

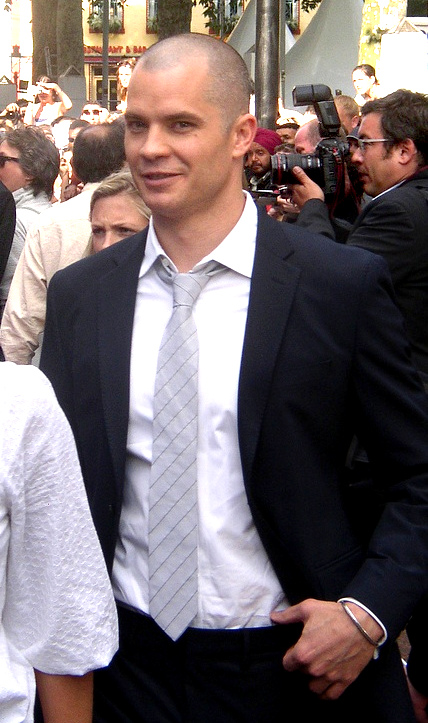
En 2007, lors d'une avant-première du film Hitman.

Timothy Olyphant suit des cours d'art dramatique et de théâtre en Californie avant de faire ses débuts à New York, où il reçoit une récompense pour sa prestation dans la pièce The Monogamist (1995).
Après une poignée de rôles à la télévision — notamment dans le pilote de la série Mr. et Mrs. Smith, en (1996) - et avoir intégré la distribution de jeunes valeurs montantes du slasher Scream 2 (1997), de Wes Craven —, il enchaîne les apparitions de plus en plus remarquées, comme en 1998 dans un épisode de Sex and the City, et dans les succès Go (1999), qui lui vaut un Young Hollywood Awards, 60 secondes chrono (2000) et la comédie The Girl Next Door (2004).
Cette même année, il est choisi pour faire régner la loi à Deadwood, où il incarne le shérif Seth Bullock. Ce western crépusculaire et réaliste, diffusé par la chaîne HBO, est acclamé par la critique, mais s'arrête soudainement au bout de trois saisons, en 2006.
Cette exposition lui permet de décrocher des rôles plus exposés sur grand écran, sans pour autant rencontrer le même succès. Ainsi en 2007, il donne la réplique à une autre révélation télévisuelle, Jennifer Garner, pour la comédie dramatique indépendante Ma vie sans lui (Catch and Release). Le film est un échec critique ainsi qu'au box office, ne récoltant qu'environ 16 millions de dollars dans le monde pour un budget de 25 millions,.
L'année d'après, il affronte Bruce Willis dans le blockbuster Die Hard 4 : Retour en enfer (Live Free or Die Hard), quatrième volet de la franchise signé par Len Wiseman. Olyphant tient le rôle du cyberterroriste Thomas Gabriel. Le film rencontre un important succès commercial, avec plus de 380 millions de dollars au box office, soit le résultat le plus élevé de la franchise,. Enfin, il incarne l'agent 47 dans le film d'action Hitman, adaptation de la célèbre franchise vidéoludique produite par Luc Besson qui confie la réalisation au français Xavier Gens. Hitman considéré comme un échec critique et commercial, en dépit d'un coût de production largement rentabilisé et d'une suite mise en chantier à laquelle l'acteur refuse de prendre part, ses rôles deviennent plus anecdotiques : le drame Stop-Loss passe inaperçu, tout comme le thriller d'aventures Escapade fatale en 2009.
Parallèlement, l'acteur s'illustre dans un registre plus comique, que ce soit dans le rôle principal du film indépendant High Life (2008), ou en tant qu'invité dans la sitcom Samantha qui ? (2008).
Il tient également le rôle secondaire de Cowboy dans le jeu de tir à la première personne Turok, du studio Propaganda Games, qui comprend également dans sa distribution des acteurs de renom comme Powers Boothe, William Fichtner ou encore Ron Perlman. Bien que recevant des critiques mitigées, le jeu s'est bien vendu,.

#### Cinéma indépendant et succès télévisuel (2010-2015)

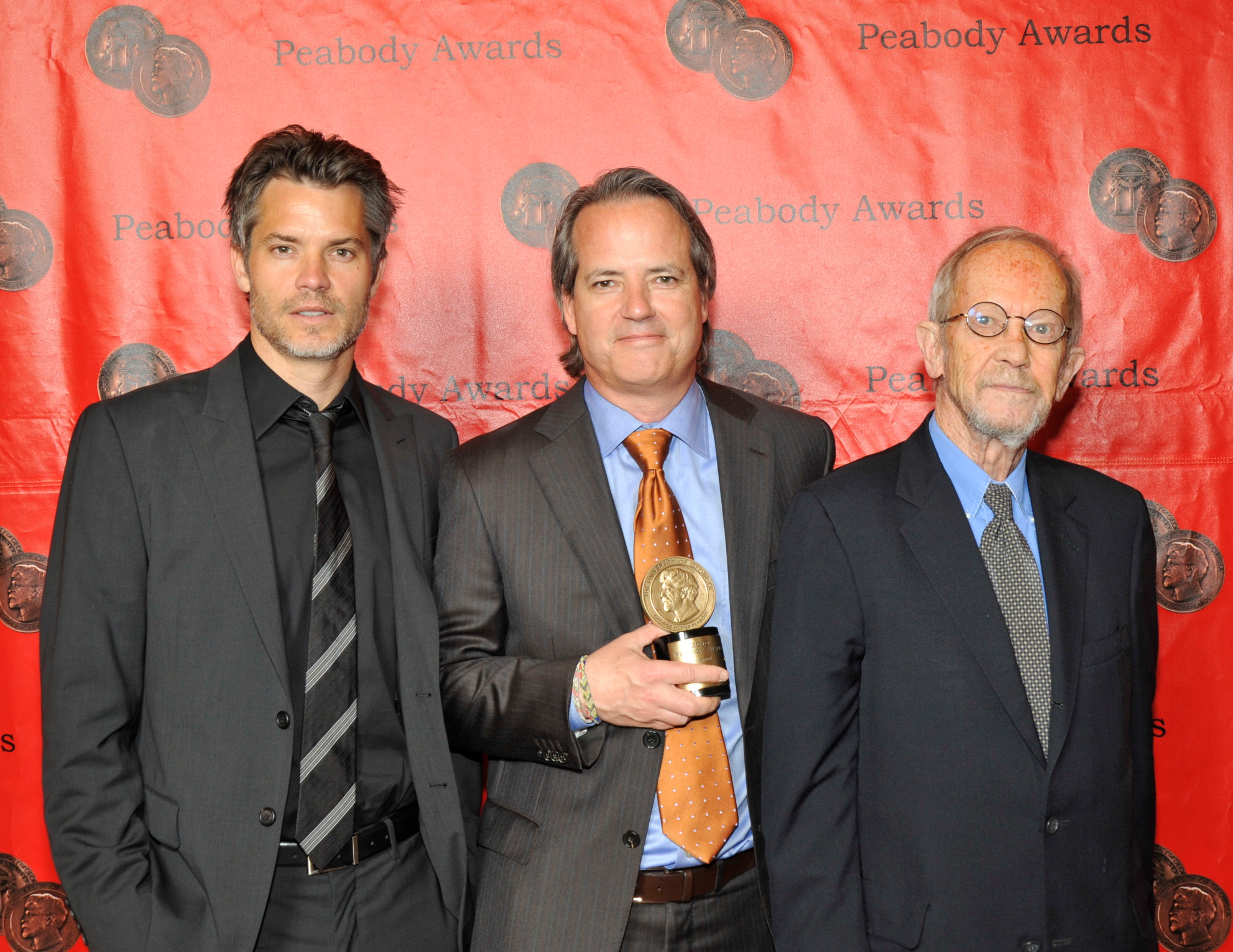
L'acteur en 2011 aux côtés de et Elmore Leonard.

C'est d'ailleurs à la télévision qu'il tente d'obtenir un nouveau rôle marquant. La chaîne HBO n'ayant jamais lancé la production, pourtant annoncée, de deux téléfilms destinés à conclure Deadwood[réf. nécessaire], il décroche en 2009 un rôle récurrent dans la seconde saison de la série judiciaire Damages. Il y joue le rôle de Wes Krulik, qui se lie d'amitié au sein d'un groupe de soutien pour personnes endeuillés avec Ellen Parsons, la protagoniste de la série jouée par Rose Byrne. Il revient l'année suivante à la fin de la troisième saison.
Côté cinéma, il joue en 2010 dans le film d'horreur The Crazies. L'interprétation de l'acteur est saluée par la citation du meilleur acteur dans un film d'horreur aux Scream Awards. Il fait également confiance en 2010 au cinéaste indépendant Sebastian Gutierrez, qui lui donne le rôle secondaire du détective privé Del ainsi que l'opportunité de donner la réplique à Carla Gugino, pour les besoins du thriller Elektra Luxx faisant suite à Women in Trouble (2009). Quelques jours après, il rebondit en tête d'affiche de sa propre série : il renoue en effet avec le stetson et l'étoile de shérif pour le polar Justified, adaptation de l'œuvre d'Elmore Leonard signée par Graham Yost. Le programme est salué par la critique au cours de six saisons, diffusées entre 2010 et 2015 sur la chaîne FX,,,. L'acteur ne se contente pas de prêter ses traits au charismatique Marshall Raylan Givens, rôle qui lui vaut une poignée de nominations à diverses récompenses : il s'y investit aussi en tant que producteur exécutif. En 2011, il est notamment récompensé du Satellite Award du meilleur acteur dans une série télévisée dramatique et reçoit une citation lors de la prestigieuse cérémonie des Primetime Emmy Awards,.
Quelques mois après le lancement de la série, il apparaît dans deux épisodes de la septième saison de la sitcom à succès The Office, dans laquelle il tient le rôle du fructueux commercial Danny Cordray.
En 2011, le blockbuster fantastique pour adolescents Numéro Quatre, dans lequel il incarne l'un des personnages principaux, est un nouvel échec critique et commercial. Cependant, il prête sa voix à l'Esprit de l'ouest, qui reprend les traits de l'Homme sans nom, dans le film d'animation Rango de Gore Verbinski, qui rencontre le succès,. Il tient également le rôle du soldat de la Delta Force Grinch dans le jeu de tir à la première personne Call of Duty: Modern Warfare 3, énième volet de la franchise vidéoludique populaire Call of Duty.
Il s'amuse en 2013 à casser son image : en prêtant sa voix à Lucas Troy dans le second épisode de la quatrième saison de la parodie d'espionnage animée Archer, puis en jouant un skateboarder dans le septième épisode de la deuxième saison de la sitcom romantique The Mindy Project, portée par Mindy Kaling,. L'année suivante, il intègre l'équipe de stars de la comédie réunies pour le film indépendant This Is Where I Leave You, réalisé par Shawn Levy.

### Continuation (depuis 2016)

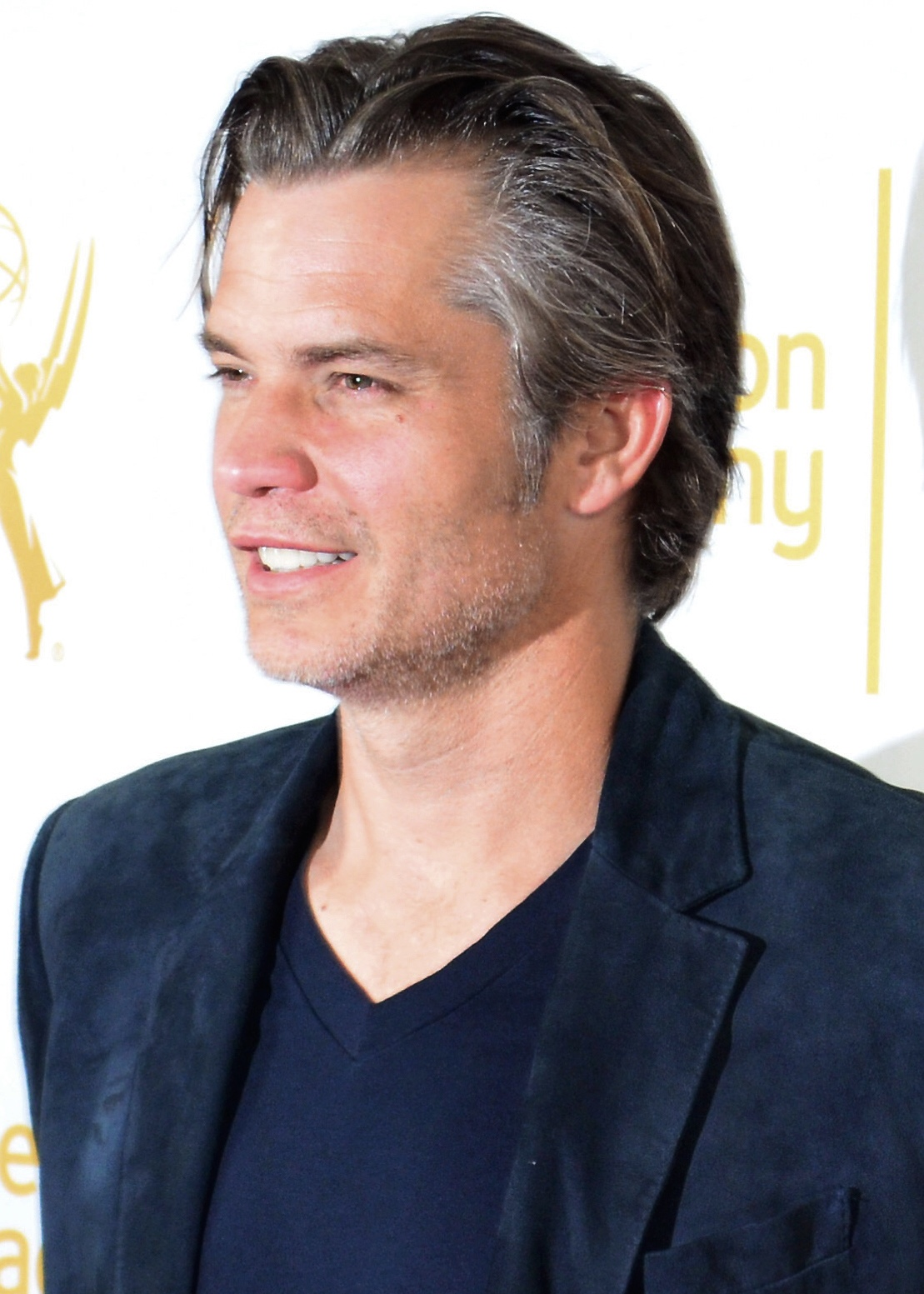
En 2014, lors d'une soirée organisée autour de la série télévisée Justified.

En 2016, il est dirigé par Oliver Stone dans le biopic Snowden ainsi que par Garry Marshall pour la comédie dramatique Joyeuse fête des mères aux côtés de Jennifer Aniston, Julia Roberts et Kate Hudson. La même année, il remporte le Critics' Choice Television Awards du meilleur acteur invitée dans une série télévisée comique pour sa participation à la série The Grinder.
En 2017, il décroche l'un des rôles principaux de la série Santa Clarita Diet, aux côtés de Drew Barrymore. Dans cette série, qui mêle comédie et horreur, diffusée sur la plateforme Netflix, il y incarne le mari de l'héroïne qui se transforme en mort-vivant et dont le quotidien d'agent immobilier s'en trouve bouleversé. Il officie aussi en tant que producteur exécutif. La série est rapidement renouvelée pour une seconde saison face à l'engouement qu'elle suscite auprès du public et de la presse. En 2019, en dépit de critiques positives, elle est arrêtée à l'issue de la saison trois.
L’acteur est alors engagé pour jouer un second rôle dans Once Upon a Time in Hollywood, un film réalisé par Quentin Tarantino. Dans cette uchronie montrant Hollywood en 1969, Olyphant incarne l'acteur James Stacy durant le tournage de la série western Lancer, dans une scène qui lui permet de donner la réplique à Leonardo DiCaprio. Puis, il retrouve le personnage de Seth Bullock pour un téléfilm événement Deadwood: The Movie qui est largement saluée par les critiques américaines,.
Ensuite, il est annoncé en mai 2020 dans la saison 2 de The Mandalorian portée par Pedro Pascal et dérivée de la franchise Star Wars. Il y campe le temps du premier épisode de la saison diffusé en octobre, le Marshal Cobb Vanth, qui est déjà apparu dans le roman Riposte de Chuck Wendig.
Convoité pour ses prestations à la télévision, il se joint en 2020 à la distribution de la saison 4 de Fargo dans un rôle important. Il s'agit d'une série dérivée basée sur le film du même nom sorti en 1996, écrit et réalisé par les frères Joel et Ethan Coen, producteurs de la série. La même année et sans quitter son stetson, il joue son propre rôle dans le dixième épisode de la quatrième et dernière saison de la sitcom The Good Place. Toujours la même année, il apparait dans le quatrième épisode de la dixième saison de la sitcom Curb Your Enthusiasm, dans lequel il joue le rôle de Mickey, un ami de Larry (Larry David), qui invite ce dernier à son mariage.
En 2021, il prête sa voix à trois personnages dans des séries d'animation : Nowell dans American Dad, un U.S. Marine dans Rick and Morty, et le shérif Flanders dans le double épisode Un sérieux Flanders dans Les Simpson,. La même année, il tient le rôle d'un professeur hipster dans le drame sportif National Champions (en) de Ric Roman Waugh, qui comprend notamment dans sa large distribution Stephan James dans le rôle principal.
Début 2022, il reprend le rôle du Marshal Cobb Vanth dans les deux derniers épisodes de la série The Book of Boba Fett,. En fin d'année, il joue un rôle secondaire, celui du tueur à gages Taron Milfax, dans le film Amsterdam de David O. Russell, qui comprend une large distribution portée par le trio Christian Bale, Margot Robbie et John David Washington. Le film est un important échec critique et commercial,,.
En 2023, il fait des apparitions spéciales dans le rôle de Rod Reyes pour les besoins de la mini-série Daisy Jones and The Six, lancée en mars Prime Video et d'après le roman du même nom de Taylor Jenkins Reid. 
En septembre 2022, il est annoncé à la distribution de la série d'HBO Full Circle créée par Steven Soderbergh. La série débute en juillet 2023.
Quelques jours plus tard, il fait son retour dans le rôle de l'US marshal Raylan Givens pour les besoins de la mini série Justified: City Primeval, toujours diffusée sur FX. Le développement d'une suite à Justified est annoncé en mars 2021, avant que le projet soit officialisé en janvier 2022, de même que le retour d'Olyphant,. L'intrigue se déroule cette fois-ci à Détroit et puise dans le roman City Primeval (en) d'Elmore Leonard. 
En juin 2021, Olyphant est annoncé au casting du thriller d'action Havoc de Gareth Evans, mettant notamment en scène Tom Hardy et Forest Whitaker.

## Filmographie

### Cinéma

#### Court métrage
- 2001 : Doppelgänger de Michael Horowitz et Gareth Smith : Brian

#### Longs métrages
- 1996 : Le Club des ex (The First Wives Club) d'Hugh Wilson : Brett Artounian
- 1997 : Une vie moins ordinaire (A Life Less Ordinary) de Danny Boyle : Hiker
- 1997 : Scream 2 de Wes Craven : Mickey Altieri
- 1998 : 1999 de Nick Davis : Hooks
- 1999 : Advice from a Caterpillar de Don Scardino : Brat
- 1999 : Go de Doug Liman : Todd Gaines
- 1999 : No Vacancy de Marius Balchunas : Luke
- 2000 : Le Club des cœurs brisés (The Broken Hearts Club : A Romantic Comedy) de Greg Berlanti : Dennis
- 2000 : Auggie Rose de Matthew Tabak : Roy Mason
- 2000 : 60 secondes chrono (Gone in Sixty Seconds) de Dominic Sena : Det. Drycoff
- 2001 : Folles de lui (Head Over Heels) de Mark Waters : Michael
- 2001 : The Safety of Objects de Rose Troche : Randy
- 2001 : Rock Star de Stephen Herek : Rob Malcolm
- 2002 : Zone violente (Coastlines) de Victor Nuñez : Sonny Mann
- 2003 : Dreamcatcher : L'Attrape-rêves (Dreamcatcher) de Lawrence Kasdan : Pete Moore
- 2003 : Un homme à part (A Man Apart) de F. Gary Gray : Hollywood Jack
- 2004 : The Girl Next Door (The Girl Next Door) de Luke Greenfield : Kelly
- 2006 : Ma vie sans lui (Catch and Release) de Susannah Grant : Fritz
- 2007 : Die Hard 4 : Retour en enfer (Live Free or Die Hard) de Len Wiseman : Thomas Gabriel
- 2007 : Meet Bill de Bernie Goldmann et Melisa Wallack : Chip
- 2007 : Hitman de Xavier Gens : L'agent 47
- 2008 : Stop-Loss de Kimberly Peirce : Lieutenant-Colonel Boot Miller
- 2009 : Escapade fatale de David Twohy : Nick
- 2009 : High Life de Gary Yates : Dick
- 2010 : The Crazies de Breck Eisner : David Dutton
- 2010 : Elektra Luxx de Sebastian Gutierrez : Dellwood Butterworth
- 2011 : Numéro Quatre (I Am Number Four) de D. J. Caruso : Henry
- 2011 : Rango de Gore Verbinski : l'Esprit de l'Ouest (voix)
- 2013 : Dealin' with Idiots de Jeff Garlin : Le père de Max
- 2014 : C'est ici que l'on se quitte (This Is Where I Leave You) de Shawn Levy : Horry Callen
- 2016 : Joyeuses Fête des Mères (Mother's Day) de Garry Marshall : Henry
- 2016 : Snowden de Oliver Stone : CIA Agent Geneva
- 2018 : Behold My Heart de Joshua Leonard : Steven Lang
- 2019 : Once Upon a Time… in Hollywood de Quentin Tarantino : James Stacy
- 2019 : Monsieur Link (Missing Link) de Chris Butler : Willard Stenk (voix)
- 2021 : Lilly et l'Oiseau (The Starling) de Theodore Melfi : Travis Delp
- 2021 : National Champions de Ric Roman Waugh : Elliott Schmidt
- 2022 : Amsterdam de David O. Russell : Taron Milfax
- 2025 : Ravage (Havoc) de Gareth Evans : Vincent
- 2026 : The Adventures of Cliff Booth de David Fincher : James Stacy

### Télévision

#### Séries télévisées
- 1996 : Mr. et Mrs. Smith : Scooby
- 1997 : Haute Tension (High Incident) : Brett Farraday
- 1998 : Sex and the City : Sam
- 2002 : Les nuits de l'étrange (Night Visions) : Eli
- 2004 - 2006 : Deadwood : Seth Bullock
- 2006 : Earl : Billy Reed
- 2008 : Samantha qui ? (Samantha Who ?) : Winston Funk
- 2009 : Damages : Wes Krulik (15 épisodes)
- 2010 - 2015 : Justified : Raylan Givens (78 épisodes, également producteur exécutif)
- 2010 : The Office : Danny Cordray (2 épisodes)
- 2012 : The League : Wesley
- 2013 : The Mindy Project : Graham
- 2013 : Archer : Lucas Troy (voix)
- 2015 - 2016 : The Grinder : lui-même / Rake Grinder
- 2017 - 2019 : Santa Clarita Diet : Joel Hammond (également producteur exécutif)
- 2020 : The Good Place : lui-même (saison 4, épisode 10)
- 2020 : Larry et son nombril (Curb Your Enthusiasm) : Mickey
- 2020 : The Mandalorian : Cobb Vanth (saison 2, épisode 1)
- 2020 : Fargo : Dick « Deafy » Wickware (7 épisodes)
- 2021 : American Dad ! : Nowell (voix)
- 2021 : Rick et Morty (Rick and Morty) : Coop (voix)
- 2021 : Les Simpson (The Simpsons) : Shérif Flanders (voix)
- 2022 : Le Livre de Boba Fett (The Book of Boba Fett) : Marshal Cobb Vanth (2 épisodes)
- 2022 : The Great North : Wade (voix, 1 épisodes)
- 2023 : Daisy Jones and The Six : Rod Reyes
- 2023 : Full Circle : Derek
- 2023 : Justified: City Primeval : l'US marshal Raylan Givens (également producteur)
- 2024 : Terminator Zero : le Terminator (voix)
- 2025 : Alien: Earth : Kirsh

#### Téléfilms
- 1995 : 77 Sunset Strip de Félix Enríquez Alcalá : Kookie
- 1997 : Ellen Foster de John Erman : Roy Hobbs
- 1998 : Quand les clairons se taisent de John Irvin : Lieutenant Lukas
- 2019 : Deadwood, le film (Deadwood : The Movie) de Daniel Minahan : Seth Bullock (également producteur exécutif)

## Ludographie
- 2008 : Turok : Cowboy
- 2011 : Call of Duty: Modern Warfare 3 : Grinch

## Distinctions

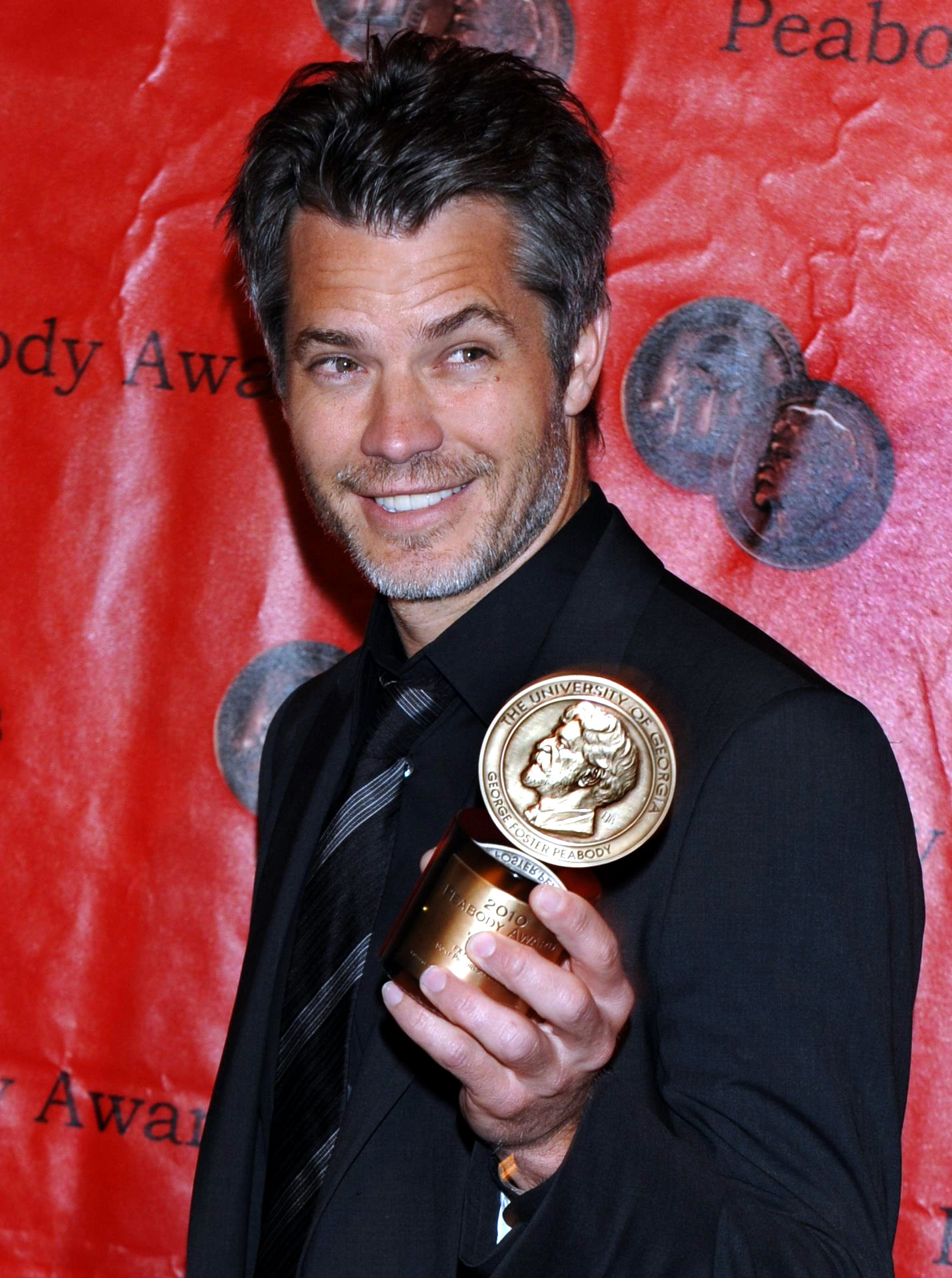
En 2011, l'acteur est récompensé lors des Peabody Awards.

Sauf indication contraire ou complémentaire, les informations mentionnées dans cette section proviennent de la base de données IMDb.

### Récompenses
- Young Hollywood Awards 2000 : meilleur Bad Boy pour Go
- Satellite Awards 2011 : meilleur acteur dans une série télévisée dramatique pour Justified
- Critics' Choice Television Awards 2016 : meilleur acteur invité dans une série télévisée comique pour The Grinder
- Western Heritage Awards : meilleur film pour Deadwood, prix partagé avec Daniel Minahan

### Nominations
- Online Film & Television Association 1999 : meilleur acteur invité dans une série télévisée pour Sex and the City
- Screen Actors Guild Awards 2007 : meilleure distribution pour une série télévisée dramatique dans Deadwood
- Toronto Film Critics Association Awards 2009 : meilleur acteur dans un second rôle pour Escapade fatale
- IGN Summer Movie Awards 2010 : Meilleur héros dans une série télévisée pour Justified
- Scream Awards 2010 : meilleur acteur pour The Crazies
- Critics' Choice Television Awards 2011 : meilleur acteur dans une série télévisée dramatique pour Justified
- IGN Summer Movie Awards 2011 : Meilleur héros dans une série télévisée pour Justified
- Online Film & Television Association 2011 : meilleur acteur dans une série télévisée dramatique pour Justified
- Prix Génie 2011 : Meilleur acteur pour High Life
- Gold Derby Awards 2011 : meilleur acteur dans une série télévisée dramatique pour Justified
- Primetime Emmy Awards 2011 : meilleur acteur dans une série télévisée dramatique pour Justified
- Television Critics Association Awards 2011 : meilleur acteur dans une série télévisée dramatique pour Justified
- Critics' Choice Television Awards 2012 : meilleur acteur dans une série télévisée dramatique pour Justified
- Online Film & Television Association 2012 : meilleur acteur dans une série télévisée dramatique pour Justified
- Satellite Award 2012 : meilleur acteur dans une série télévisée dramatique pour Justified
- Critics' Choice Television Awards 2013 : meilleur acteur dans une série télévisée dramatique pour Justified
- IGN Summer Movie Awards 2013 : Meilleur héros dans une série télévisée pour Justified
- Online Film & Television Association 2013 : meilleur acteur dans une série télévisée dramatique pour Justified
- TV Guide Awards 2013 : acteur préféré dans une série télévisée pour Justified
- Critics' Choice Television Awards 2015 : meilleur acteur dans une série télévisée dramatique pour Justified
- Gold Derby Awards 2015 : meilleur acteur dans une série télévisée dramatique pour Justified
- Primetime Emmy Awards 2019 : meilleur téléfilm pour Deadwood: Le film
- Online Film & Television Association 2019 : meilleur acteur dans une mini-série ou un téléfilm pour Deadwood: Le film
- Producers Guild of America Awards 2020 : meilleure production destinée au streaming ou à la télévision pour Deadwood: Le film
- Screen Actors Guild Awards 2020 : Screen Actors Guild Award de la meilleure distribution pour Once Upon a Time... in Hollywood

## Voix francophones
En version française, Jean-Pierre Michaël est la voix régulière de Timothy Olyphant depuis le film Go. En parallèle, Anatole de Bodinat l'a doublé à cinq reprises dans les films Ma vie sans lui, Snowden, Once Upon a Time… in Hollywood et Ravage ainsi que la série Alien: Earth.
Par ailleurs, Emmanuel Curtil et Bruno Choël l'ont doublé à deux reprises chacun. Le premier le double dans la série Mr. et Mrs. Smith et le film The Girl Next Door tandis que le second dans les films 60 secondes chrono et Dreamcatcher. À titre exceptionnel, il a notamment été doublé par Boris Rehlinger dans Scream 2, Benjamin Penamaria dans Hitman, Damien Boisseau dans The Grinder et Stéphane Roux (en) dans la série The Mandalorian.
En version québécoise, Patrice Dubois est la voix québécoise régulière de l'acteur. Martin Watier et Alain Zouvi l'ont doublé à deux occasions. À titre exceptionnel, il a notamment été doublé par Jacques Lussier dans Frissons 2, François Godin dans Rock Star, Tristan Harvey dans L'Attrapeur de rêves, François Trudel dans Rango et Patrick Chouinard dans Le Chaînon Manquant.
Versions françaises
- Jean-Pierre Michaël dans Go, Deadwood (série et film), Die Hard 4 : Retour en enfer, Damages, Justified, Santa Clarita Diet, Fargo (série)[57], etc.

Versions québécoises
- Patrice Dubois dans Les détraqués, Numéro Quatre, La fête des mères, Snowden, etc.